# Temnoma chaetophylla
Temnoma chaetophylla là một loài rêu trong họ Pseudolepicoleaceae. Loài này được R.M. Schust. mô tả khoa học đầu tiên năm 1978.